# Passo falso (film 1968)
Passo falso (Deadfall) è un film poliziesco di genere neo-noir britannico del 1968 scritto e diretto da Bryan Forbes e interpretato da Michael Caine, Eric Portman, Giovanna Ralli e dalla moglie di Forbes Nanette Newman, con musiche di John Barry nella sua ultima collaborazione con Forbes.
Barry interpreta anche un direttore d'orchestra nel film.
È basato sul thriller di Desmond Cory del 1965 ed è stato girato a Maiorca e dintorni, in Spagna. La sigla del film, "My Love Has Two Faces", è stata eseguita da Shirley Bassey.

## Trama
Il ladro acrobata Henry Clarke, con un pretesto, si fa ricoverare in un sanatorio per alcolisti spagnolo: sua intenzione è avvicinarsi a un ricco paziente di nome Salinas per derubarne la magnifica residenza.
Clarke viene avvicinato da Fé Moreau e dal molto più anziano marito, Richard, che gli propongono un'alleanza criminale.
Come prova, prima della vera rapina, organizzano un furto in un'altra dimora signorile ma, dopo che Clarke ha rischiato la vita su una sporgenza, Richard non riesce a scassinare la cassaforte e Clarke, infuriato, con grande sforzo la trascina via assieme al suo contenuto.
Fé e Clarke iniziano una relazione che Richard, avendo un giovane amante, non scoraggia. Fé acquista una nuova Jaguar decappottabile per Clarke e gli dice che i gioielli contenuti nella cassaforte valgono almeno 500.000 dollari.
Prima che arrivi il momento di derubare la villa di Salinas, Fé si reca a Tangeri senza informare Clarke della sua partenza. Intanto Richard racconta a Clarke una storia straziante di come una volta tradì un suo amante denunciandolo ai nazisti e mettendone poi incinta la moglie: la loro figlia era Fé ma Richard, anziché dirle che era sua figlia, la sposò.
Uno sprezzante Clarke decide quindi di irrompere nella villa di Salinas da solo. Fé ritorna e resta scioccata quando un Richard depresso e prossimo al suicidio le rivela la verità sulla loro relazione. Lei corre alla villa dei Salinas ma inavvertitamente allerta una guardia che spara a Clarke mentre esce da una finestra, precipitando così verso la morte.
Fé partecipa al funerale e viene successivamente arrestata, mentre l'amante omosessuale di Richard se ne va con l'auto di Clarke.

## Accoglienza
Il film ricevette recensioni positive, in particolare sul New York Times.

### Incassi
Secondo gli archivi Fox, per raggiungere il pareggio il film avrebbe dovuto incassare 5.350.000 dollari ma, all'11 Dicembre 1970, ne incassò soltanto 2.575.000 risultando quindi una perdita per lo studio.